# Лобычев, Александр Михайлович
Алекса́ндр Миха́йлович Ло́бычев (26 апреля 1958, Выдрино, Кабанский район, Бурятская АССР — 18 июля 2018, Владивосток) — российский искусствовед, филолог, редактор, литературный критик, галерист, член Русского ПЕН-центра и Союза художников России, лауреат дальневосточной премии имени Матвеевых.

## Биография
Родился в байкальском поселке Выдрино в Бурятии в 1958 году.
В 1983 году окончил филологический факультет Дальневосточного государственного университета.
С 1983-1994 – редактор в Дальневосточном книжном издательстве (занимался художественной прозой и поэзией), главный редактор издательства «Уссури», редактор на радиостанции VBC, редактор в научном журнале «Вестник ДВО РАН».
Преподавал в ДВГУ.
С 1998 – Член Русского ПЕН-центра (Международной писательской организации).
2005-2012 – арт-директор художественной галереи PORTMAY, Владивосток. Организатор и куратор более пятидесяти коллективных и персональных выставок дальневосточных художников.
Был заместителем главного редактора Тихоокеанского альманаха «Рубеж».
В 2007 году выпустил книгу литературной критики «На краю русской речи», в 2013 – двухтомник «Шествие с Востока», посвященный литературе и искусству Дальнего Востока и Русского Зарубежья.
Участник многих широко известных издательских проектов тихоокеанского альманаха «Рубеж», в том числе составитель, автор вступительной статьи и редактор первого тома уникальной «Антологии литературы Дальнего Востока», в который вошла проза Приморского края.
В течение многих лет возглавлял жюри дальневосточного литературного конкурса «Лучшая книга» ежегодной выставки «Печатный двор».
С 2017 – Член Союза художников России.
В 2017 году стал организатором и директором Музея литературы русского Востока.
Умер во Владивостоке 18 июля 2018 года от рака. Похоронен на родине в селе Выдрино (Бурятия).

## Литературная деятельность
Статьи и эссе, посвященные литературе и искусству, публиковались с 1980 года в региональной и российской прессе, а также за рубежом. Неоднократно публиковался в журналах «Дальний Восток», «Новый журнал» (Нью-Йорк).
Автор текста и составитель более двадцати каталогов и альбомов дальневосточных художников.
Автор книги литературной эссеистики «На краю русской речи» (2007) и двухтомника «Шествие с Востока», куда вошли «Отплытие на остров Русский: Дальневосточная литература во времени и пространстве», «Автопортрет с гнездом на голове: Искусство Приморья на рубеже веков» (2013).

## Награды, признание
- 2015 — Лауреат Дальневосточной премии имени Матвеевых в номинации «Лучший автор»[9].

## Память
Вечер памяти Александра Лобычева состоялся во Владивостоке 3 мая 2021 года.